# Parti libéral modéré
Le Parti libéral modéré (Moderate Venstre en norvégien, littéralement: gauche modérée) est un ancien parti politique norvégien, issu de l'aile conservatrice et religieuse du Parti libéral en 1888. La décision du parti de coopérer avec le Parti conservateur en 1891 a causé une scission et a renforcé son profil de parti conservateur modéré basé dans les zones religieuses du sud-ouest de la Norvège. En 1906, une année après la fin de l'union entre la Suède et la Norvège, le parti fusionne avec le Parti conservateur.

## Résultats électoraux

### Élections législatives
| Année | Score  | Sièges | Sièges | Rang | Remarques                                |
| Année | %      | #      | ±      | Rang | Remarques                                |
| ----- | ------ | ------ | ------ | ---- | ---------------------------------------- |
| 1888  | 19.5%  | 25/114 | 25     | 3ème |                                          |
| 1891  | 49.2%* | 16/114 | 9      | 3ème |                                          |
| 1894  | 49.3%* | 15/114 | 1      | 3ème | Participation au gouvernement en 1895-98 |
| 1897  | 46.7%* | 10/114 | 5      | 3ème |                                          |
| 1900  | 40.8%* | 6/114  | 4      | 3ème |                                          |
| 1903  | 44.8%* | 10/114 | 4      | 3ème | Participation au gouvernement en 1905-06 |

* Les scores suivis d'une étoile signifies qu'ils ont été obtenus en coalition avec le Parti conservateur.